# Gréez-sur-Roc
Gréez-sur-Roc là một xã thuộc tỉnh Sarthe trong vùng Pays-de-la-Loire tây bắc nước Pháp. Xã này nằm ở khu vực có độ cao từ 160-251 mét trên mực nước biển.